# Chiara Aurelia
Chiara Aurelia de Braconier d'Alphen, née 13 septembre 2002 à Taos (Nouveau-Mexique), est une actrice belgo-americaine. Elle est notamment connue pour son rôle de Jeanette Turner dans la série Cruel Summer.

## Biographie
Née à Taos, Nouveau-Mexique, elle grandit à Albuquerque. Elle est la fille de Frederic de Braconier d'Alphen et Claudia Kleefeld. Son père, belge et originaire de Louvain, décède en 2005 alors qu'elle n'a que trois ans. Il était le petit-neveu d'Édouard Empain et un descendant de Peter Paul Rubens. Elle a une demi-sœur ainée, Giverny, qui vit en Angleterre,,.

## Carrière
En 2022, elle tient l'un des rôles principaux du thriller Luckiest Girl Alive de Mike Barker, adapté du roman du même nom de Jessica Knoll. Elle incarne la version adolescente d'Ani Fanelli (jouée par Mila Kunis). 

## Filmographie

### Cinéma
Longs métrages
- 2015 : We Are Your Friends : Kayli (non créditée)
- 2015 : Big Sky : Grace
- 2017 : Jessie : Jessie jeune
- 2018 : Back Roads : Misty Altmyer
- 2021 : Fear Street, partie 2 : 1978 : Sheila
- 2022 : Luckiest Girl Alive de Mike Barker : Ani Fanelli jeune[5]

Courts métrages
- 2014 : Dead Celebrity : Lauren jeune
- 2014 : Gaming : Merce Begay
- 2014 : Opal : Opal
- 2016 : The Garden Party : Laura
- 2016 : The Sound of Fear : Molly
- 2016 : The Golden Year : Heather

### Télévision
Séries télévisées
- 2014 : Les Experts : Karen Bishop jeune
- 2014 : Pretty Little Liars : Addison
- 2015 : Agent Carter : Eva à 10 ans
- 2015 : Nicky, Ricky, Dicky et Dawn : Denise
- 2016 : Recovery Road : Ellie à 12 ans
- 2018 : The Brave (2 épisodes)
- 2021 : Tell Me Your Secrets : Rose Lord (8 épisodes)[6]
- 2021 : Cruel Summer : Jeanette Turner (10 épisodes)
- 2024 : Hysteria! : Jordy

Téléfilms
- 2015 : Foreseeable : Zoe Williams
- 2016 : Un été secret : Hailey

## Distinctions

### Récompenses
- 2015 : CineRockom International Film Festival de la meilleure jeune actrice pour Opal
- 2017 : BaM Awards de la meilleure performance pour une jeune actrice dans un second rôle pour Jessie
- 2018 : Young Entertainer Awards de la meilleure jeune actrice dans un second rôle pour Jessie
- Young Entertainer Awards 2019 : pour Back Roads

### Nomination
- Young Artist Awards 2016 : pour Un été secret
- National Film & Television Awards 2019
- 2021 : Women's Image Network Awards de la meilleure actrice dans série dramatique pour Cruel Summer (2021).
- 2021 : Hollywood Critics Association TV de la meilleure actrice dans une série dramatique pour Cruel Summer (2021).
- Critics' Choice Awards 2022 : meilleure actrice dans une série dramatique pour Cruel Summer (2021).